# 平成26年台風第18号
平成26年台風第18号（へいせい26ねんたいふうだい18ごう、アジア名：Phanfone、命名：ラオス、意味：動物、フィリピン名：Neneng）は2014年（平成26年）9月29日に発生した台風。

## 概要

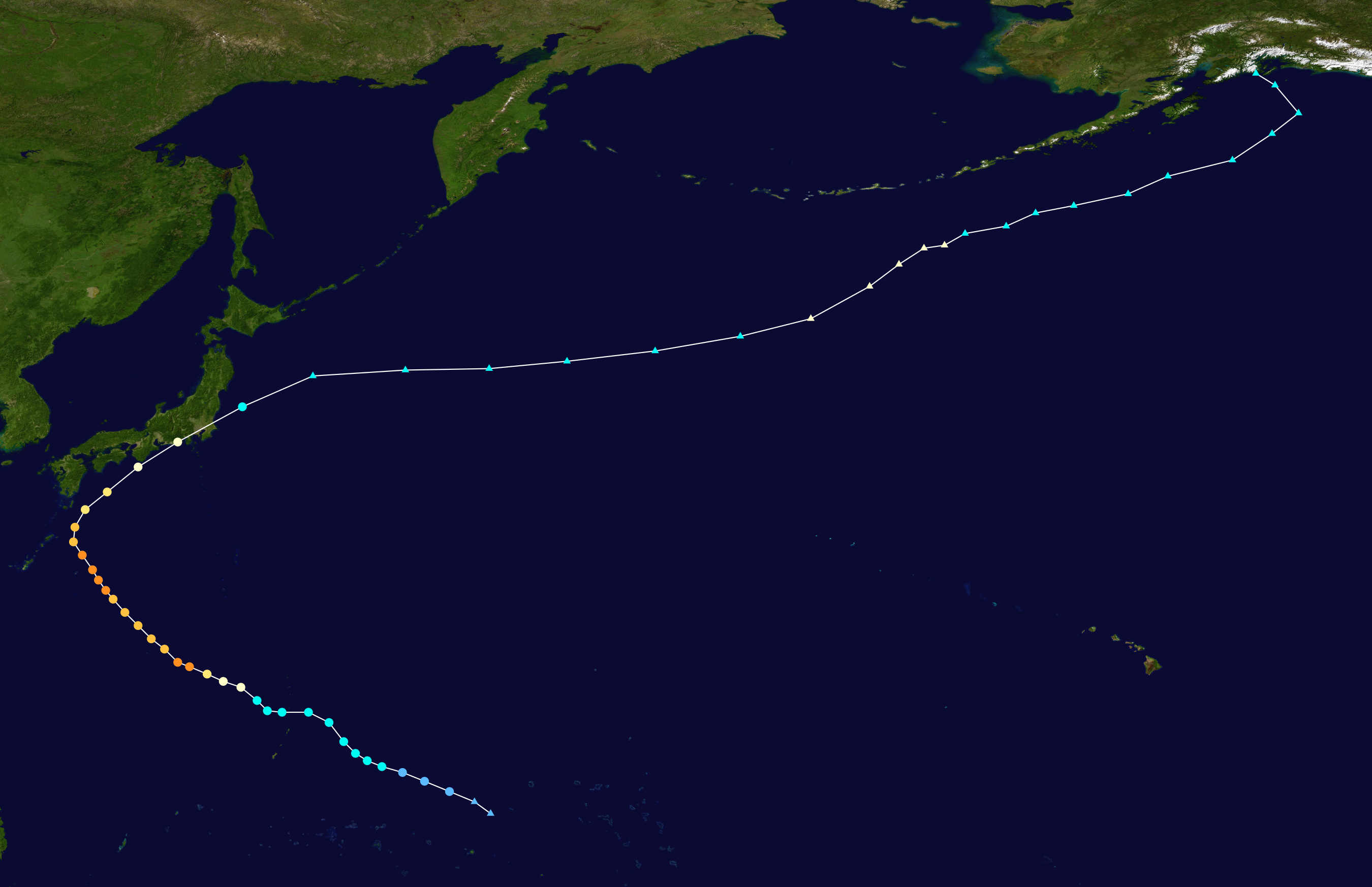
進路図

9月28日に発生した熱帯低気圧18Wが29日午後3時(協定世界時29日6時)、トラック諸島近海の北緯13度0分、東経151度0分で台風となり、アジア名ファンフォン(Phanfone)と命名された。10月に入ると台風は急速に中心気圧が低下し、2日には「大型で非常に勢力の強い台風」へと発達。3日にはフィリピンの監視エリアに達したため、フィリピン大気地球物理天文局（PAGASA）によってフィリピン名ネネン（Neneng）と命名された。
北西に進んだ台風は4日に沖縄県の大東島地方に最接近したのち更に北上し、5日には鹿児島県奄美地方に接近。その後は本州南岸を北東方向に進んだ。こので広範囲に大雨をもたらし、6日朝には速度を上げ、午前8時の気圧は965hPaとなった。8時過ぎには静岡県浜松市付近に上陸。静岡県静岡市から駿河湾に出て、6日9時半頃に静岡県沼津市付近に再上陸。その後東海地方から東京23区を直撃する形で関東地方を横断して茨城県鹿嶋市から再び太平洋へ抜け、6日21時（協定世界時6日12時）に三陸沖の北緯39度・東経147度で温帯低気圧に変わった。

## 進路、状態の経過
- 9月29日 15時頃 トラック諸島近海で台風になる[13]。
- 10月1日 6時最大風速30 m/sとなり暴風域を持つ[13]
- 10月2日 9時 フィリピンの東で中心気圧945hpa、最大風速45m/sの大型で非常に強い台風となる[13]。
- 10月5日 9時 屋久島の南南東の海上で中心気圧945hpa、最大風速40m/sの大型で強い台風となる[13]。
- 10月5日 21時 足摺岬の南の海上で中心気圧945hpa、最大風速40m/s[13]。
- 10月6日 8時過ぎ 静岡県浜松市付近に上陸[13]
- 10月6日 11時 東京23区付近を北東に進む[13]
- 10月6日 21時、日本の東で温帯低気圧に変わる[13]

## 気象状況

### 大雨
東海地方から関東甲信地方で大雨となり、10月5日00時から6日24時までの総降水量は、静岡県伊豆市天城山で489.0ミリ、静岡県静岡市葵区鍵穴で434.5ミリなど、三重県から茨城県にかけて200ミリを超え、台風の通過した地域で降水量が多くなった。また、静岡市南部の山間部付近のレーダー解析で1時間に約110ミリの猛烈な雨が降ったとして記録的短時間大雨情報を出した。
1時間雨量
静岡県静岡市葵区（鍵穴）： 87.0ミリ（10月6日8時17分まで）
神奈川県平塚市（平塚）：72.0ミリ（10月6日10時04分まで）
鍵穴、平塚での統計開始以来の極値を更新した。
24時間雨量
静岡県 静岡市駿河区（静岡）：337.0ミリ（10月5日）
神奈川県 横浜市中区（横浜）：306.5ミリ（10月5日）
横浜での統計開始以来の極値を更新した。

### 暴風
東海地方から関東地方の沿岸部を中心に風が強まり、15m/s以上の強い風を観測した。最大風速は、静岡県南伊豆町石廊崎で32.2m/s、最大瞬間風速は、静岡県御前崎で45.5m/sを観測した。
最大瞬間風速
静岡県御前崎市御前崎：45.5m/s（10月6日08時07分）
東京都神津島村神津島：41.7m/s（10月6日8時54分）
最大風速
静岡県南伊豆町石廊崎：32.2m/s（10月6日9時01分）
千葉県館山市館山：21.2m/s（10月6日10時50分）
館山での統計開始以来の極値を更新した。

## 影響
- 大雨による河川氾濫や土砂災害のおそれがあるとして茨城県から高知県までの1都11県で約356万人に避難勧告[14]、約59,000人に避難指示が出された[14]。

## 被害
- 確認されている被害は住宅の全壊2棟、半壊4棟、一部破損244棟、床上・床下浸水合わせて2,625棟[14]。死者5名、行方不明者2名、重軽傷者72名などとなっている[14]。なお、5日に沖縄県国頭村でアメリカ空軍の兵士3名が高波にさらわれて1名の死亡が確認されたが[15]、これは消防庁発表には含まれていない。
- 10月6日午前8時59分頃、静岡県内の東海道本線の興津駅と由比駅の間で土砂崩れが発生した。運転再開する10月16日までの間JR貨物は858本運休し、トラック代行や迂回列車の運転を実施した[16]。この台風は阪神大震災から平成30年7月豪雨までの間において東海道・山陽線が1週間以上運休した唯一の事例である。
- また、この台風の雨の影響で10月5日に鈴鹿サーキットで開催された日本グランプリでマルシャ所属のF1ドライバー、ジュール・ビアンキがレース中に事故を起こし、2015年7月17日に死亡した（詳細はジュール・ビアンキ#事故による昏睡〜死去、2014年日本グランプリ (4輪)#決勝、F1死亡事故一覧#2010年代を参照）。